# Tambor (arquitetura)

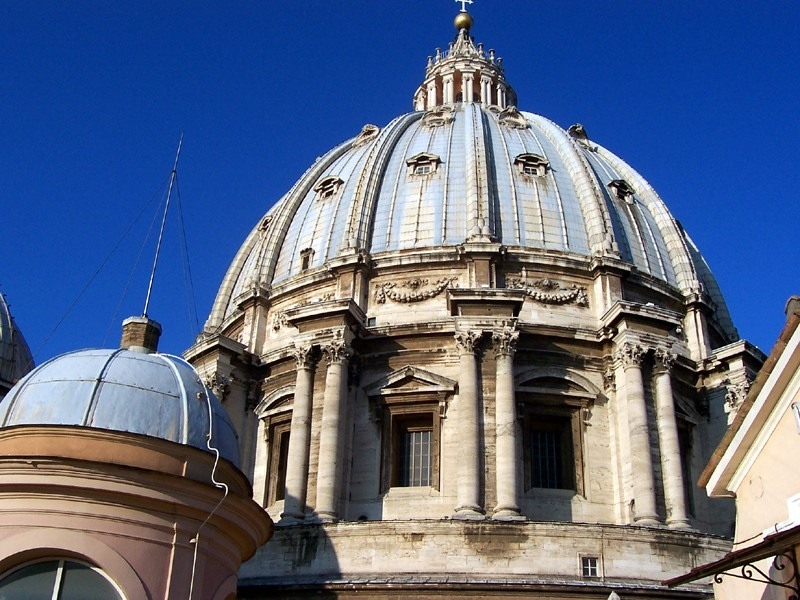
O tambor é a sequência de colunas e vitrais abaixo da cúpula. Este é o tambor da Basílica de São Pedro.

O tambor, é um elemento da arquitetura eclesiástica. É esse elemento que dá apoio à cúpula, por sobre as colunas e/ou abóbadas. Geralmente, é constituído por algumas colunas e vitrais. Também pode ser construído na forma de um círculo ou de em octógono.